# Mundo Deportivo (revista argentina)
Mundo Deportivo fue una revista semanal argentina especializada en deportes. Era parte del grupo de medios de la Editorial Haynes. Circuló entre 1949 y 1959, compitiendo con El Gráfico. Su director era Horacio D. Besio, presidente del Círculo de Periodistas Deportivos entre 1965 y 1973 y conocido comentarista deportivo de Radio El Mundo. Tuvo una marcada línea editorial peronista hasta el golpe militar autodenominado Revolución Libertadora que derrocó a Perón en 1955.